# Karate en los Juegos Europeos
El karate en los Juegos Europeos se realiza desde la primera edición. El evento es organizado por los Comités Olímpicos Europeos, junto con la Federación Europea de Karate (EKF). 

## Ediciones
| Núm. | Año  | Sede                     | Instalación         |
| ---- | ---- | ------------------------ | ------------------- |
| I    | 2015 | Bakú ( Azerbaiyán)       | Crystal Hall        |
| II   | 2019 | Minsk ( Bielorrusia)     | Chizhovka Arena     |
| III  | 2023 | Bielsko-Biała ( Polonia) | Bielsko-Biała Arena |

## Medallero
- Actualizado a Cracovia 2023.

| Núm. | País                | Oro | Plata | Bronce | Total |
| ---- | ------------------- | --- | ----- | ------ | ----- |
| 1    | Azerbaiyán          | 7   | 3     | 4      | 14    |
| 2    | España              | 7   | 0     | 1      | 8     |
| 3    | Turquía             | 4   | 7     | 10     | 21    |
| 4    | Ucrania             | 4   | 2     | 3      | 9     |
| 5    | Croacia             | 3   | 2     | 1      | 6     |
| 6    | Italia              | 2   | 7     | 7      | 16    |
| 7    | Francia             | 2   | 3     | 4      | 9     |
| 8    | Austria             | 2   | 2     | 0      | 4     |
| 9    | Alemania            | 2   | 1     | 2      | 5     |
| 10   | Bulgaria            | 1   | 1     | 0      | 2     |
| 11   | Albania             | 1   | 0     | 0      | 1     |
| 11   | Letonia             | 1   | 0     | 0      | 1     |
| 13   | Grecia              | 0   | 3     | 3      | 6     |
| 14   | Suiza               | 0   | 1     | 2      | 3     |
| 14   | Montenegro          | 0   | 1     | 1      | 2     |
| 16   | Eslovenia           | 0   | 1     | 0      | 1     |
| 16   | Países Bajos        | 0   | 1     | 0      | 1     |
| 18   | Bielorrusia         | 0   | 0     | 2      | 2     |
| 18   | Georgia             | 0   | 0     | 2      | 2     |
| 18   | Hungría             | 0   | 0     | 2      | 2     |
| 18   | Luxemburgo          | 0   | 0     | 2      | 2     |
| 18   | Macedonia del Norte | 0   | 0     | 2      | 2     |
| 18   | Polonia             | 0   | 0     | 2      | 2     |
| 18   | Portugal            | 0   | 0     | 2      | 2     |
| 18   | Rusia               | 0   | 0     | 2      | 2     |
| 26   | Armenia             | 0   | 0     | 1      | 1     |
| 26   | Bélgica             | 0   | 0     | 1      | 1     |
| 26   | Chipre              | 0   | 0     | 1      | 1     |
| 26   | Estonia             | 0   | 0     | 1      | 1     |
| 26   | Finlandia           | 0   | 0     | 1      | 1     |
| 26   | Rumania             | 0   | 0     | 1      | 1     |
|      | TOTAL               | 36  | 35    | 60     | 131   |